# Émeraude (1906)
Émeraude (Q41) – francuski okręt podwodny z okresu I wojny światowej, jednostka prototypowa typu Émeraude. Został zwodowany 6 sierpnia 1906 roku w stoczni Arsenal de Cherbourg, a do służby w Marine nationale wszedł w październiku 1908 roku. Jednostka została skreślona z listy floty 12 listopada 1919 roku.

## Projekt i budowa
„Émeraude” zamówiony został na podstawie programu rozbudowy floty francuskiej z 1903 roku. Zaprojektował go inż. Gabriel Maugas, dostosowując swój poprzedni projekt (Farfadet) do napędu dwuśrubowego. Okręt miał niewielki zapas pływalności w położeniu nawodnym oraz występowały na nim częste awarie silników Diesla, co znacznie wydłużyło okres prób i opóźniło wprowadzenie do służby. 
„Émeraude” zbudowany został w Arsenale w Cherbourgu. Stępkę okrętu położono w październiku 1903 roku, a zwodowany został 6 sierpnia 1906 roku. Nazwa nawiązywała do kamienia szlachetnego – szmaragdu.

## Dane taktyczno–techniczne
„Émeraude” był małym okrętem podwodnym o konstrukcji jednokadłubowej. Długość całkowita wynosiła 44,9 metra, szerokość 3,9 metra i zanurzenie 3,6 metra. Wyporność w położeniu nawodnym wynosiła 392 tony, a w zanurzeniu 425 ton. Okręt napędzany był na powierzchni przez dwa silniki Diesla Sautter-Harlé o łącznej mocy 600 koni mechanicznych (KM). Napęd podwodny zapewniały dwa silniki elektryczne Sautter-Harlé o łącznej mocy 450 KM. Dwuśrubowy układ napędowy pozwalał osiągnąć prędkość 11,5 węzła na powierzchni i 9,25 węzła w zanurzeniu. Zasięg wynosił 2000 Mm przy prędkości 7,25 węzła w położeniu nawodnym oraz 100 Mm przy prędkości 5 węzłów pod wodą. Dopuszczalna głębokość zanurzenia wynosiła 40 metrów.
Okręt wyposażony był w sześć wyrzutni torped kalibru 450 mm (cztery wewnętrzne na dziobie i dwie na rufie), z łącznym zapasem 6 torped. Załoga okrętu składała się z 21 (później 23) oficerów, podoficerów i marynarzy.

## Przebieg służby
„Émeraude” został wcielony do służby w Marine nationale w październiku 1908 roku Jednostka otrzymała numer taktyczny Q41. „Émeraude” pełnił służbę na Morzu Śródziemnym do 12 listopada 1919 roku, kiedy skreślony został z listy floty.